# Kozanoğulları
Els Kozanoğulları foren una família de derebeys del sud d'Anatòlia, centrada a Kozan.
Es consideraven descendents d'una tribu turcmana que va arribar a la zona en temps dels seljúcides al segle xi o xii (però no esmentada fins al segle xvii). Van començar a llaurar el seu poder prop del 1700 i cent anys després dominaven tota la pla i estenien la seva influència cap a Adana; en aquest moment podien recaptar impostos nominalment com a funcionaris otomans però de fet com a sobirans independents. Es van aliar al clergat i als notables armenis entre els quals el catolicós de Kozan. Però al segle xix hi va haver conflictes interns i el 1865 el govern central els va poder dominar gràcies al fet que molts membres de la família es van passar al bàndol governamental; el 1866 el govern otomana tornava a manar a Kozan i els membres de la família addictes al govern van rebre llocs administratius i els més destacats honorables exilis a Istanbul. Un darrer intent de recuperar el poder el van fer el 1878, però fou sufocat.